# Espalem
Espalem (okzitanisch gleichlautend) ist eine französische Gemeinde mit 326 Einwohnern (Stand 1. Januar 2022) im Département Haute-Loire in der Region Auvergne-Rhône-Alpes (vor 2016 Auvergne). Sie liegt im Arrondissement Brioude und im Kanton Sainte-Florine. 

## Geographie
Espalem liegt etwa 55 Kilometer nordwestlich von Le Puy-en-Velay.

### Nachbargemeinden
Umgeben wird Espalem von den Nachbargemeinden Léotoing im Norden, Lorlanges im Norden und Nordosten, Saint-Beauzire im Süden und Südosten, Grenier-Montgon im Süden und Südwesten sowie Blesle im Westen. 

## Bevölkerungsentwicklung
| Jahr                       | 1962 | 1968 | 1975 | 1982 | 1990 | 1999 | 2006 | 2011 | 2017 |
| Einwohner                  | 264  | 244  | 226  | 213  | 212  | 228  | 255  | 298  | 304  |
| Quellen: Cassini und INSEE |      |      |      |      |      |      |      |      |      |

## Verkehr
Durch die Gemeinde führt die Autoroute A 75.

## Sehenswürdigkeiten

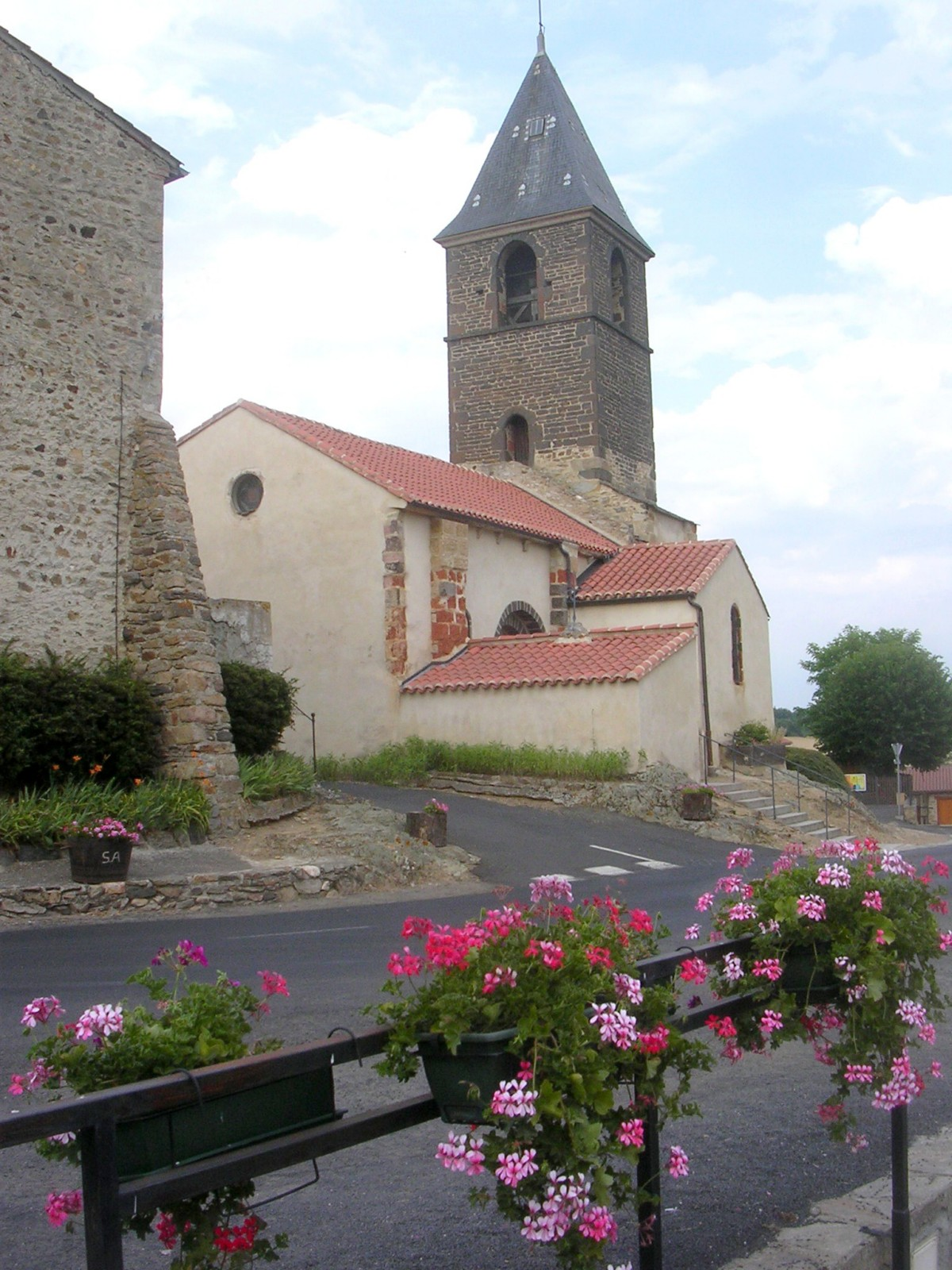
Kirche Saint-Mathieu

- Kirche Saint-Mathieu